# خيري عمرو
خيري ياسر عبد المنعم عمرو رجل أعمال ومهندس وسياسي أردني شغل منصب وزير الاستثمار في حكومة بشر الخصاونة من 11 تشرين الأول 2021 إلى 27 تشرين الأول 2022.

## مسيرته المهنية
- حاصل على درجة الماجستير في إدارة الأعمال من جامعة كولومبيا في نيويورك؛ وبكالوريوس في الهندسة المدنية من جامعة كورنيل في نيويورك، الولايات المتحدة الأمريكية.
- شغل منصب المدير الإداري في مصرف كريدي سويس في سويسرا والإمارات العربية المتحدة.
- عمل مديرا تنفيذيا في مصرف مورغان ستانلي الاستثماري في المملكة المتحدة والإمارات العربية المتحدة.
- شغل عدة مناصب مختلفة متدرجا في السلم الوظيفي في البنك العربي إلى أن شغل منصب مدير الاستثمار وإدارة الصناديق في كل من بريطانيا وسنغافورة.
- شغل منصب عضو مجلس إدارة في جمعية المصرفيين العرب في بريطانيا لمدة 11 عاما.
- لديه خبرة في إدارة محافظ الأصول المتعددة، والاستثمار في الأسهم العالمية، والأوراق المالية ذات الدخل الثابت، والعملات والسلع، والاستثمارات البديلة وتقنيات التحوط.[4]